# Émile Teulon
Pour les articles homonymes, voir Teulon.
Émile Pierre Teulon est un homme politique français, né le 17 octobre 1793 à Nîmes (Gard) et mort le 16 mai 1877 dans la même ville.

## Biographie
Sa famille ayant eu beaucoup à souffrir de la terreur blanche en 1815, il fit une opposition constante au gouvernement des Bourbons, fonda, en 1818, une association pour la liberté de la presse, et acheta, en 1827, une charge d'avoué. 

### Sous la monarchie de Juillet
Après les journées de juillet, il fut nommé secrétaire général de la préfecture du Gard, fut bientôt révoqué en raison de ses opinions démocratiques, et obtint néanmoins de Casimir Périer un siège à la cour royale de Limoges. 
Elu le 5 juillet 1831, député du 2e collège du Gard (Nîmes), par 324 voix (367 votants, 632 inscrits), il prit place dans l'opposition modérée, fut nommé conseiller à la cour de Nîmes, et dut se représenter devant ses électeurs, qui lui confirmèrent son mandat, le 13 août 1833 par 163 voix (312 votants, 632 inscrits), contre 148 à M. Griolet. 
Il ne se représenta pas aux élections générales du 21 juin 1834, mais il se fit réélire, dans le même collège, le 6 septembre suivant, en remplacement de M. Viger dont l'élection avait été annulée, par 177 voix (198 votants, 631 inscrits). Les électeurs le renvoyèrent successivement au palais Bourbon, 
- le 4 novembre 1837, par 265 voix (519 votants, 649 inscrits); 
- le 2 mars 1839, par 318 voix (512 votants); 
- le 9 juillet 1842, par 357 voix (531 votants, 675 inscrits), contre 171 à M. de Labaume; 
- le 1er août 1846, par 364 voix (576 votants, 735 inscrits), contre 204 à M. de Labaume. 
Il siégea dans l'opposition de gauche, fut l'un des 213 députés de la coalition qui votèrent contre le cabinet Molé en 1839, et se prononça: pour les incompatibilités, pour l'adjonction des capacités, contre la dotation du duc de Nemours, contre les fortifications de Paris, contre le recensement, et contre l'indemnité Pritchard. 

### Sous la IIe République
A la révolution de 1848, il fut nommé commissaire du gouvernement provisoire dans le Gard, puis premier président de la cour de Nîmes, poste qu'il conservera jusqu'en 1864. Elu, le 23 avril 1848, représentant du Gard à l'Assemblée constituante, le 1er sur 10, par 92,523 voix (103,556 votants, 116,415 inscrits), il fit partie du comité de l'instruction publique, et vota: pour le bannissement de la famille d'Orléans, pour les poursuites contre L. Blanc et Caussidière, contre l'abolition de la peine de mort, pour l'amendement Grévy, contre la sanction de la Constitution par le peuple, pour l'ensemble de la Constitution, contre la proposition Rateau, contre l'interdiction des clubs. 
Adversaire de la politique de l'Elysée, il ne se représenta pas à la Législative, continua d'exercer ses fonctions de magistrat, et fut admis à la retraite, comme premier président, le 23 mars 1864. Rendu à la vie privée, il se présenta, le 24 mai 1869, comme candidat de l'opposition libérale dans la 1re circonscription du Gard, et échoua avec 11,934 voix contre 14,826 à M. Talabot, élu. 
On a de lui : Emile Teulon à ses commettants (1830); Henri III, tragédie.
Il a été fait chevalier de la Légion d'honneur le 30 mai 1849.
Membre de l'Académie du Gard, il la préside en 1832.

## Ouvrages
- Émile Teulon à ses commettants (1830)
- Henri III, tragédie